# Diócesis de Arpaia

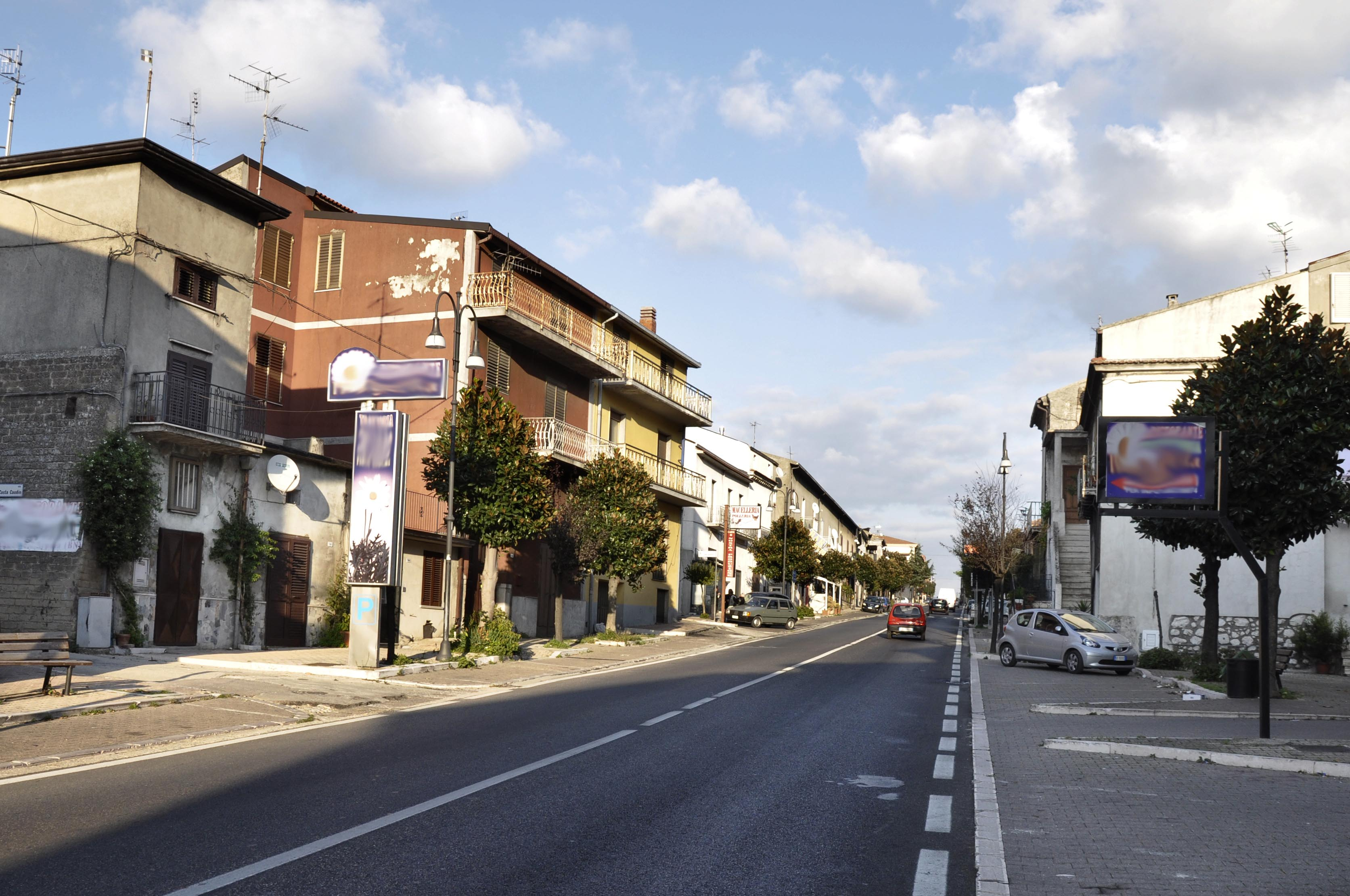
La comuna de Arpaia.

La diócesis de Arpaia (en latín: Dioecesis Caudina) es una sede suprimida y sede titular de la Iglesia católica.

## Historia
Arpaia es una antigua sede episcopal de Campania, en la región de Benevento. Inciertos son los orígenes y la colocación geográfica: algunos identifican la diócesis o con la localidad de Arpaia o con la antigua Caudium. Según Lanzoni, el único obispo conocido de esta sede es Felicissimo, mencionado en 499.
En el siglo X, los territorios de la antigua diócesis, entonces desaparecida, entraron a formar parte de la nueva diócesis de Sant'Agata de' Goti. Desde 1971, Arpaia fue restablecida como sede episcopal titular; el actual obispo titular es George Panikulam, nuncio apostólico en Uruguay.

## Episcopologio
- Felicissimo † (mencionado en el 499)[2]

## Obispos titulares
- François-Victor-Marie Frétellière, P.S.S. † (1971-1979)[3]
- George Eli Dion, O.M.I. † (1980-1999)
- George Panikulam (1999-titular)